# Pernek
Pernek – wieś i gmina (obec) w powiecie Malacky, w kraju bratysławskim na Słowacji. Leży na południowym wschodzie Niziny Zahorskiej, u podnóża Małych Karpat, u zbiegu potoków Perneckého i Kostolného.
W 2011 roku populacja wsi wynosiła 809 osób, 94,8% mieszkańców podało narodowość słowacką.

## Historia
Istniejąca tu pierwotnie osada wzmiankowana była pod nazwami Misle (rok 1206), Mhysle (1208), Misle (1216) i Myslen (1231). Wieś w 1394 wzmiankowana jako Perneck, w 1773 – Pernek, po węgiersku Pernek. W 1720 wieś miała 4 młyny i 56 podatników. W 1828 miała 154 domy i 1115 mieszkańców. Pod koniec XVII w. powstały tu kopalnie złota i srebra, zaś od końca XVIII w. do pierwszej połowy XX w. wydobywano tu antymon i piryt.

## Zabytki
- Rzymskokatolicki kościół Świętego Ducha zbudowany w stylu barokowym w latach 1672–1675 na miejscu starszego kościoła, z fasadami w stylu klasycystycznym z lat 1796–1808[11].
- Kalwaria z 1803[11] na pobliskim wzgórzu Vyšná skalka[12]. W 2004 postawiono tam widoczne z oddali trzy żelazne białe krzyże, w miejsce istniejących wcześniej drewnianych[12], oraz krzyż lotaryński[13]. Poniżej znajdują się dwie niewielkie groty ze świętymi obrazkami i dewocjonaliami[13].